# Bossugan
Bossugan är en kommun i departementet Gironde i regionen Nouvelle-Aquitaine i sydvästra Frankrike. Kommunen ligger i kantonen Pujols som tillhör arrondissementet Libourne. År 2022 hade Bossugan 45 invånare.

## Befolkningsutveckling
Antalet invånare i kommunen Bossugan
Referens:INSEE